# 鱗頭諾福克䲁
鱗頭諾福克䲁（學名：Norfolkia squamiceps），為輻鰭魚綱䲁形目三鰭䲁科諾福克䲁屬的一個種，1916年，艾倫·里弗斯通·麥卡洛克（Allan Riverstone McCulloch）和埃德加·雷文斯伍德·韋特（Edgar Ravenswood Waite）對其進行了描述，分布於西南太平洋澳洲、豪勳爵島、諾福克島、新喀里多尼亞海域，深度0至12公尺，本魚體延長，頭至眼及前鰓蓋骨有鱗，眶上觸鬚小而掌狀，身體呈淺灰色或淺褐色，有2排線性不均勻的棕色斑點，背部斑點較大，眼睛下方有一條斜的深褐色橫帶，邊緣為白色，頭部其餘部分為深褐色，雌魚第二和第三背鰭上有斜暗帶，與鰭條交叉處顏色變暗，尾鰭上有不均勻的、垂直的深色條紋，背鰭硬棘18-19枚、背鰭軟條10-11枚、臀鰭硬棘2枚、臀鰭軟條20-21枚，體長可達6.6公分，成魚棲息珊瑚礁區潮池，雌魚產附著性卵在藻類築的巢，雄魚會守護卵，幼魚為浮游性，生活習性不明。